# 各務洋子
各務 洋子（かがみ ようこ、1959年11月 - ）は、日本の経営学者。専門は経営戦略論。女性初の駒澤大学学長。

## 人物・経歴
東京都出身。父は新聞記者。3歳からピアノを学び、有賀和子などに師事した。父と同じ東京都立戸山高等学校を経て、1983年青山学院大学経営学部卒業。在学中林吉郎に師事し、日米学生会議に参加。
1985年国際基督教大学大学院行政学研究科経営学専攻修士課程修了、修士（行政学）。藤田忠や鈴木典比古に師事した。大学院2年のときにAIESEC一橋大学支部に加入し、のちに国際基督教大学に支部を設立。また、AIESECの活動で内海州史（のちにワーナーミュージック・ジャパン社長、セガ副社長）、岡俊子（のちに経営コンサルタント、明治大学大学院教授）とブダペストでインターンシップに参加した。
1990年アリゾナ州立大学サンダーバード国際経営大学院修了、M.I.M.。アメリカ合衆国の企業でコンサルティング業務に従事したのち、1997年国際基督教大学大学院行政学研究科行政学専攻博士課程修了、博士（学術）。
1998年駒澤大学経営学部講師。2002年駒澤大学経営学部助教授。2004年駒澤大学グローバル・メディア・スタディーズ学部（仮称）設置準備室長。2006年駒澤大学グローバル・メディア・スタディーズ学部助教授、日本学術会議連携会員。
2007年駒澤大学グローバル・メディア・スタディーズ学部准教授。2008年駒澤大学グローバル・メディア・スタディーズ学部教授。2009年日本学術振興会科学研究費委員会専門委員。2010年駒澤大学グローバル・メディア・スタディーズ学部グローバル・メディア学科主任。2015年駒澤大学グローバル・メディア・スタディーズ学部長、駒澤大学評議員。
2017年駒澤大学理事、駒澤大学評議員議長。2019年駒澤大学学長補佐。2021年女性初の駒澤大学学長に就任。同年日本私立大学連盟理事。2022年文部科学省大学設置・学校法人審議会委員、日本ベンチャー学会理事、私学研修福祉会評議員。専門は経営戦略論。

## 親族
各務茂夫（コーポレイト・ディレクション創業者、東京大学教授）は夫。

## 著作

### 著書
- 『最新・現代企業論』共著 八千代出版 2001年
- 『交渉ハンドブック－理論・実践・教養』共著 東洋経済新報社 2003年
- 『経営学基礎』共著 中央経済社 2006年
- 『トランスナショナル時代のデジタル・コンテンツ』共著 慶應義塾大学出版会 2007年
- 『コンテンツ学』共著 世界思想社 2007年
- 『映像コンテンツ産業とフィルム政策』共著 丸善 2009年
- 『社会とメディア』共著 成文堂 2013年

### 翻訳
- R.J.レビスキー, D.M.サンダーズ, J.W.ミントン著, 藤田忠監訳『交渉学教科書 : 今を生きる術』共訳 文眞堂 1998年